# Naturschutzgebiet Komper Heide

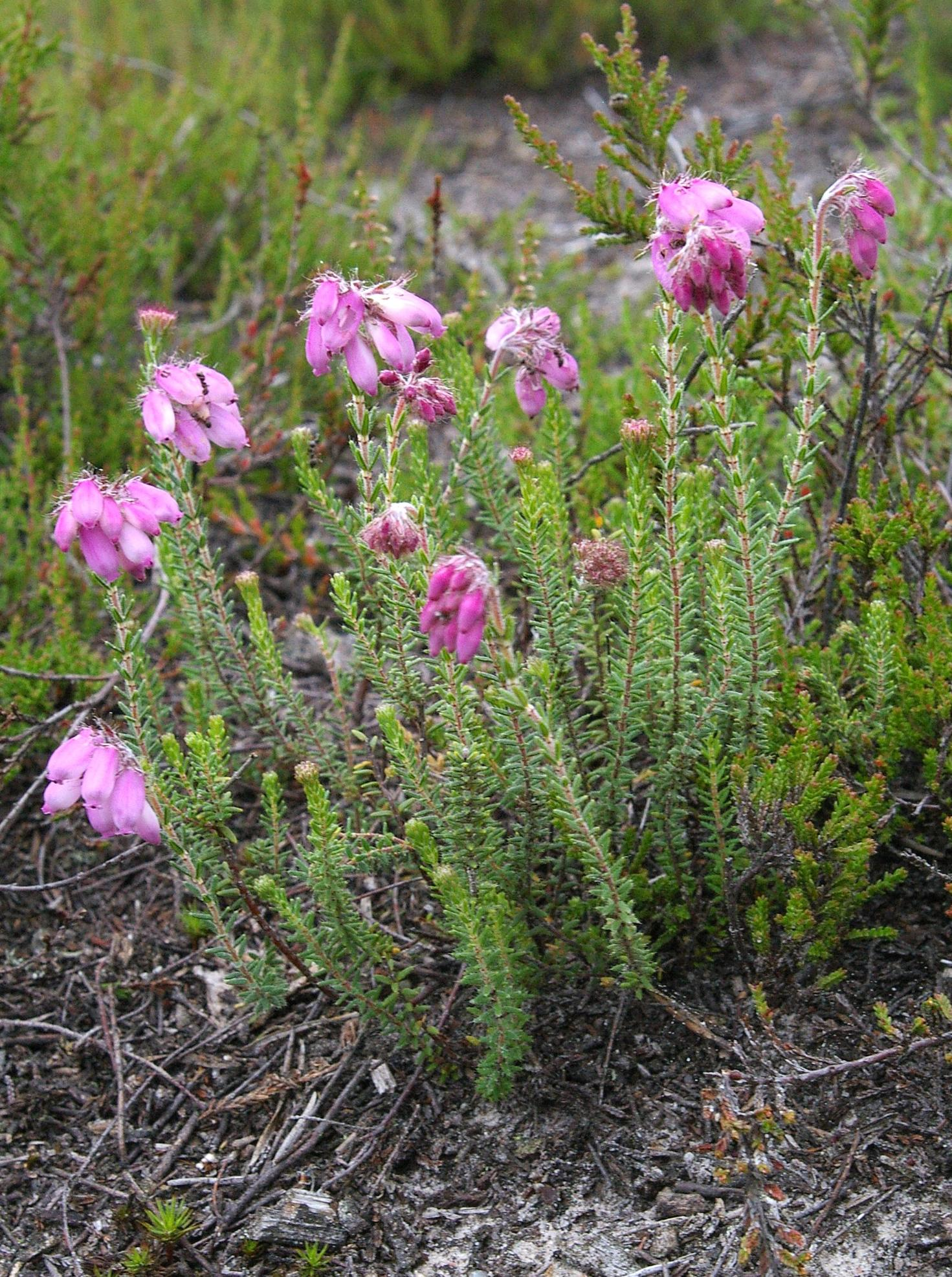
Nur noch selten vorkommende Vegetation im FFH-Gebiet

Das Naturschutzgebiet Komper Heide liegt bei Eudenbach in der Stadt Königswinter. Die etwa 53,3 ha große Fläche der nährstoffarmen Bereiche mit Zwergstrauchheide, Birkenmoorwald und Heidemoor machen den Wert des Gebietes aus. Das Naturschutzgebiet trägt die Kennung „SU-028“. Das einbezogene FFH-Gebiet ist unter „DE 5310-301“ registriert.
Die Komper Heide wurde im Jahr 1993 von der Bezirksregierung Köln unter Schutz gestellt. Eine erneute bzw. erweiterte Unterschutzstellung erfolgte im Jahr 2005. Das Gebiet befindet sich in der Gemarkung Oberhau südlich der Ortschaft Komp und an der Grenze zu Rheinland-Pfalz. Unmittelbar östlich schließt sich das zu Rheinland-Pfalz und der Ortsgemeinde Buchholz (Westerwald) gehörende Naturschutzgebiet „Buchholzer Moor mit Lökestein und Sauerwieser Heide“ an. Südlich, auf nordrhein-westfälischer Seite, liegt das Segelfluggelände Eudenbach, das unter dem Kennzeichen „SU-085“ ebenfalls unter Naturschutz steht.
Eingebettet in ein größeres nährstoffarmes Waldareal liegt eine leicht nach Norden geneigte staufeuchte Heidefläche, die in mehreren Rinnen quellig durchsickert wird. Eine von Gehölzen freigestellte und teilweise abgeschobene Lichtung bietet Heidevegetation unterschiedlicher Feuchtestufen und geht randlich in Erlen- und Birkenfeuchtwald über. Aus diesem Quellgebiet fließen mehrere Bachläufe ab, die sich rasch tiefer einschneiden, einen Buchenwald durchqueren und sich noch im Gebiet vereinigen. Die höher gelegenen Südteile des Gebietes sind von Birken-Eichenwald und Fichtenforst geprägt, der Nordwesten wird landwirtschaftlich genutzt.

## Naturräume
- Flüsse mit Unterwasser-Vegetation
- Feuchte Heidegebiete mit Glockenheide
- Trockene Heidegebiete
- Feuchte Hochstaudenfluren
- Glatthafer- und Wiesenknopf-Silgenwiesen
- Hainsimsen-Buchenwald
- Moorwälder